# يوم حظ دموي
يوم حظ دموي (بالكورية: 운수 오진 날) هو مسلسل ويب كوري جنوبي، بطولة لي سانغ-مين، يو يون سيوك، لي جونغ-اون. عرض على قناة تي في إن في 20 نوفمبر 2023، توفر الجزء الاول من 6 حلقات على تيفينج في 25 نوفمبر 2023، وتوفر الجزء الثاني في 8 ديسمبر 2023.

## القصة
أوه تايك (لي سونغ مين) يعمل سائق سيارة أجرة. في أحد الأيام، رأى حلمًا يظهر فيه الكثير من الخنازير. ويعتقد أن هذا النوع من الحلم يجلب الحظ السعيد. وفي نفس اليوم، يطلب رجل يُدعى جيوم هيوك-سو (يو يون-سوك) من أوه تايك أن يقوده إلى مدينة موكبو الساحلية. يعرض مليون وون (~ 1000 دولار) لقيادته. يقبل او تايك توصيله، لكنه لا يعلم أن جيوم هيوك-سو، قاتل ويخطط للهروب من كوريا على متن قارب. في هذه الأثناء، هوانغ سون كيو (لي جونغ إيون) هي والدة الرجل الذي قُتل على يد جيوم هيوك سو. إنها تطارد قاتل ابنها.

## طاقم
- لي سونغ-مين - اوه تايك[4]
- يو ايون-سيوك - جيوم هيوك-سو[4]
- لي جونغ-اون - هونغ سيون-كيو[4]
- كي ايون سوو في دور كو تشاي-يري[6]

### داعم
- جونغ مان سيك في دور كيم جونج-مين
- كي إيون سو في دور كو تشاي ري[7]
- هان دونغ هي في دور يون سي نا[8]
- تاي هانغ هو في دور يانغ سيونغ تايك[9]
- لي كانغ جي بدور ابن هوانغ سون كيو[10]

## الجوائز والترشيحات
| قائمة الجوائز والترشيحات | قائمة الجوائز والترشيحات | قائمة الجوائز والترشيحات | قائمة الجوائز والترشيحات | قائمة الجوائز والترشيحات | قائمة الجوائز والترشيحات |
| السنة                    | الجائزة                  | الفئة                    | المستلم                  | النتيجة                  | م.                       |
| ------------------------ | ------------------------ | ------------------------ | ------------------------ | ------------------------ | ------------------------ |
| 2024                     | جوائز بايكسانغ للفنون    | أفضل ممثل                | يو يون سيوك              | رُشِّح                      | [ 11 ]                   |
| 2024                     | جوائز بايكسانغ للفنون    | أفضل ممثلة مساعدة        | لي جونغ يون              | رُشِّح                      | [ 11 ]                   |

## روابط خارجية
- الموقع الرسمي
 باللغة الكورية
- يوم حظ دموي على موقع IMDb (الإنجليزية)
- يوم حظ دموي على موقع روتن توميتوز (الإنجليزية)
- يوم حظ دموي على موقع فيلمافينيتي (الإسبانية)
- يوم حظ دموي على موقع قاعدة بيانات الفيلم (الإنجليزية)
- يوم حظ دموي على هانسينما